# Marcelo Salas
José Marcelo Salas Melinao (født 24. december 1974 i Temuco, Chile) er en tidligere chilensk fodboldspiller, der spillede som angriber hos flere sydamerikanske og europæiske klubber, samt for Chiles landshold. Af hans klubber kan blandt andet nævnes River Plate i Argentina samt Lazio og Juventus i Italien.
Salas blev i 1997 kåret til Årets Fodboldspiller i Sydamerika.

## Landshold
Salas spillede i årene mellem 1994 og 2007 71 kampe for Chiles landshold, hvori han scorede hele 37 mål. Han repræsenterede sit land ved VM i 1998 samt ved Copa América i 1995 og 1999.